# Seznam hokejových reprezentací, které hrály elitní skupinu mistrovství světa v ledním hokeji
Tento seznam obsahuje všechny hokejové reprezentace, které hrály v elitní skupině mistrovství světa v ledním hokeji.

## Seznam
| Název                                | První účast | Poslední účast | Nejlepší výsledek |
| ------------------------------------ | ----------- | -------------- | ----------------- |
| Kanada                               | 1920        | 2025           | (22×)             |
| SSSR                                 | 1954        | 1991           | (19×)             |
| Švédsko                              | 1920        | 2025           | (11×)             |
| Československo                       | 1920        | 1992           | (6×)              |
| Česko                                | 1993        | 2025           | (6×)              |
| Rusko                                | 1992        | 2021           | (5×)              |
| Finsko                               | 1939        | 2025           | (4×)              |
| USA                                  | 1920        | 2025           | (3×)              |
| Velká Británie                       | 1924        | 2024           | (1×)              |
| Slovensko                            | 1996        | 2025           | (1×)              |
| Švýcarsko                            | 1920        | 2025           | (4×)              |
| Německo (v době rozdělení: NDR, SRN) | 1928        | 2025           | (3×)              |
| Rakousko                             | 1928        | 2025           | (2×)              |
| Lotyšsko                             | 1933        | 2025           | (1×)              |
| Polsko                               | 1928        | 2024           | 4. místo          |
| Itálie                               | 1930        | 2022           | 4. místo          |
| Norsko                               | 1937        | 2025           | 4. místo          |
| Dánsko                               | 1949        | 2025           | 4. místo          |
| Maďarsko                             | 1928        | 2025           | 5. místo          |
| Francie                              | 1920        | 2025           | 6. místo          |
| Bělorusko                            | 1998        | 2021           | 6. místo          |
| Belgie                               | 1920        | 1960           | 7. místo          |
| Rumunsko                             | 1931        | 1971           | 7. místo          |
| Japonsko                             | 1930        | 2004           | 8. místo          |
| Nizozemsko                           | 1935        | 1981           | 8. místo          |
| Ukrajina                             | 1999        | 2007           | 9. místo          |
| Kazachstán                           | 1998        | 2025           | 10. místo         |
| Slovinsko                            | 2002        | 2025           | 13. místo         |
| Jižní Korea                          | 2018        | 2018           | 16. místo         |
| Litva                                | 1938        | 1938           | Předposlední      |